# Wannehain
Wannehain (ndl.: "Wanhem") ist eine französische französische Gemeinde mit 1.332 Einwohnern (Stand 1. Januar 2022) im Département Nord in der Region Hauts-de-France. Sie gehört zum Arrondissement Dunkerque und zum Gemeindeverband Communauté de communes Pévèle-Carembault.

## Geografie
Die Gemeinde Wannehain liegt in Französisch-Flandern im äußersten Norden Frankreichs, etwa 15 Kilometer südöstlich von Lille und zehn Kilometer westlich von Tournai. Im Osten grenzt das Gemeindegebiet an Belgien. Das 3,71 km² umfassende Gebiet der Gemeinde erstreckt sich auf sehr flachem Gelände zwischen den Flüssen Deûle im Norden, Schelde im Osten und Leie im Westen. Der größte Teil des Gemeindeareales besteht aus großflächigen Acker- und Grünlandfluren, lediglich im Osten (Bois Moundry) und Süden (Bois de la Fougère) wird der Kernort von einem Laubwaldgürtel gesäumt.
Neben dem geschlossenen Siedlungsbild des Kernortes liegen im Gemeindegebiet von Wannehain die Weiler und Höfe Le Bureau, La Vache Bleue, Le Boëz und La Grande Ferme.
Nachbargemeinden von Wannehain sind Camphin-en-Pévèle im Norden, Tournai (Belgien) im Osten, Bachy im Süden sowie Bourghelles im Westen.

## Geschichte
Am 22. Juni 1190 wurde Wannehain erstmals urkundlich in einer Bulle von Papst Clemens III. erwähnt. Der Name ist die phonetische Wiedergabe des flämischen Ortsnamens Wennehem. Wannehain gehörte zum Besitz des Domkapitels von Doornik. Dieses Besitzverhältnis wurde noch am 21. April 1770 in einem Brüsseler Dokument bestätigt.
Als weltliche Herren trat im 12. Jahrhundert erstmals eine edle Familie namens Wannehain auf. 1465 ging die Herrschaft Wannehain an Gilles de la Cessoie. Durch Heirat der Töchter in das Haus Landas ging das Herrenhaus in Wannehain in den Besitz dieser Familie über. An die Familie Ennetières kam Wannehain am 18. Oktober 1638 bei der Hochzeit von Catherine Louise Landas und Charles Philippe Ennetières. Schließlich wurde im Jahr 1712 die Herrschaft Wannehain Eigentum der alteingesessenen Grafen von Lalaing, die diese bis zur Französischen Revolution behielt. Noch am Ende des 19. Jahrhunderts hatten die Nachkommen der Grafen von Lalaing 115 ha Land, Wälder, Wiesen, Teiche und viele Häuser in ihrem Besitz.

### Bevölkerungsentwicklung
| Jahr      | 1962 | 1968 | 1975 | 1982 | 1990 | 1999 | 2011 | 2022 |
| Einwohner | 421  | 484  | 570  | 583  | 742  | 839  | 1104 | 1332 |

Im Jahr 1800 wurde mit 233 Bewohnern die bisher geringste Einwohnerzahl ermittelt. Die Zahlen basieren auf den Daten von cassini.ehess und INSEE.

## Kultur und Sehenswürdigkeiten

### Bauwerke

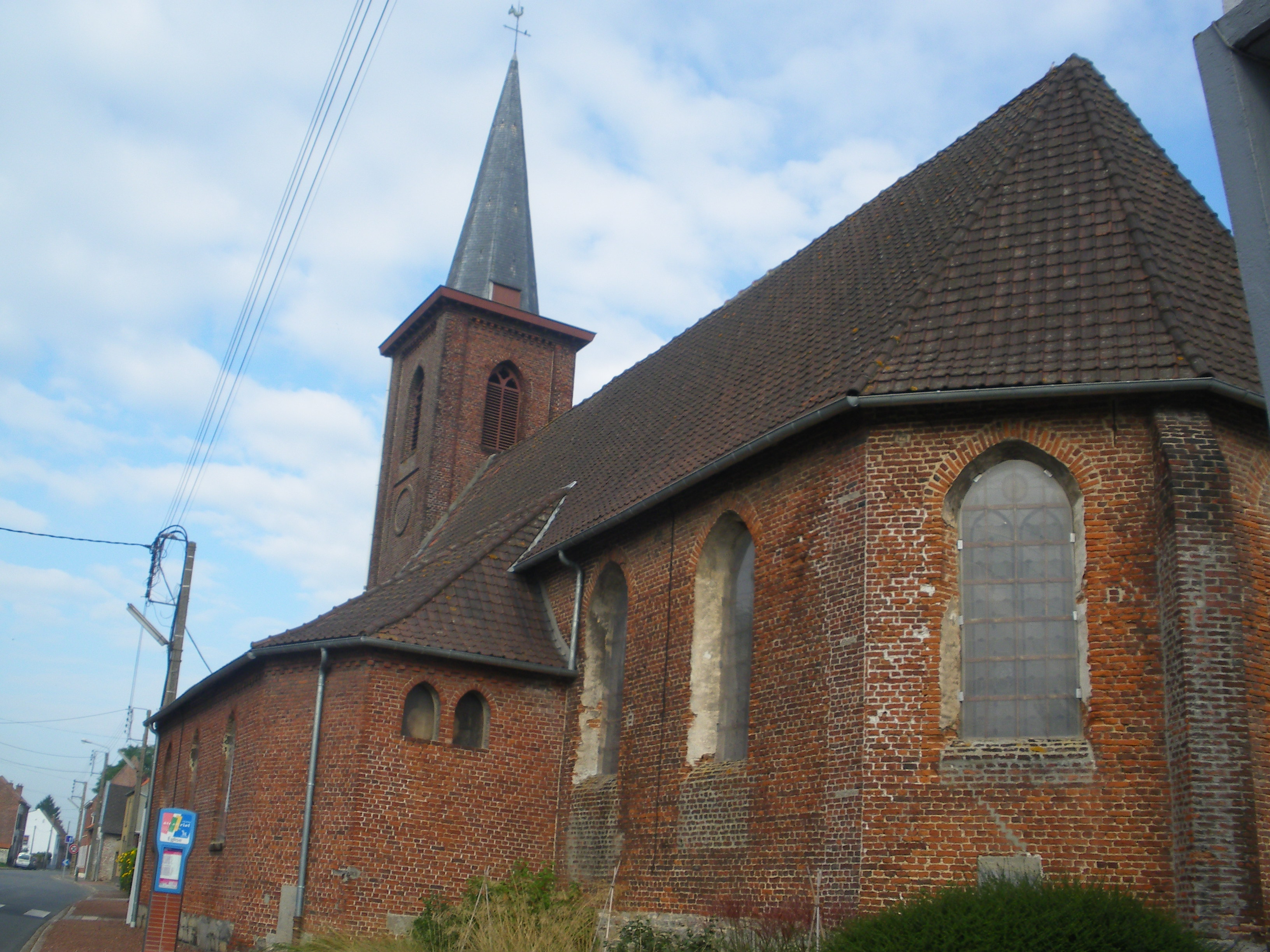
Kirche St. Cäcilia

- Das für die Landschaft Pévèle typische Herrenhaus (La Grande Ferme) steht in einem aus einem großen Bauernhof entstandenen Ensemble im Südosten des Kernortes. Das heute von Privatpersonen bewohnte Haus wird von einem runden Ziegelturm flankiert. Die Nebengebäude umfassen Scheunen, Ställe und einen Taubenschlag. Als ältester Teil wird der Gewölbekeller mit einem blauen Steinboden angesehen. Eine Erweiterung des Hauptgebäudes, ein Gebäude neueren Konstruktion ist auf dem äußeren Gang der Zeitpunkt 1748. Ein weiteres angrenzendes Gebäude wurde einst als Stall genutzt. Die meisten der heute noch existierenden Gebäude stammt aus dem 17. und 18. Jahrhundert, das Hauptgebäude mit der Halle und dem Eckturm sind auf 1630 datiert.[5]
- Die Kirche St. Cäcilia (Église Sainte-Cécile) stammt aus der Zeit zwischen dem 12. und 13. Jahrhundert. Das Schiff wird durch eine Seitenkapelle im Norden flankiert. Im 16. Jahrhundert wurde ein großer Chor angebaut. Die Mitte des neunzehnten Jahrhunderts, wurde es sowohl zu klein und unregelmäßig in seinen Plan und Volumen betrachtet. Ein kompletter Umbau in neugotischem Stil erfolgte im 19. Jahrhundert, wobei der Backsteinturm aus der klassischen Periode (17./18. Jahrhundert) erhalten blieb.

### Folklore und Karneval
Die Géants de Wannehain (deutsch: Giganten von Wannehain) gehören zu den in Nordfrankreich und im benachbarten Belgien auf Festen verbreiteten traditionellen Riesenfiguren (Géants du Nord). Seit 2005 werden die Aufführungen von der UNESCO unter dem Titel Prozessionen der Riesen und Drachen aus Belgien und Frankreich als Meisterwerke des mündlichen und immateriellen Erbes der Menschheit geführt. Die Figuren aus Wannehain heißen Gérard de Wannehain und Gillette Bricquemez. Die Figur des Thomas geht auf Auguste Thomas Joseph Liot de Nortbecourt zurück, der bis zur Französischen Revolution Musketier des Königs war.

## Wirtschaft und Infrastruktur
In der Gemeinde sind drei Landwirtschaftsbetriebe ansässig (Getreide- und Tabakanbau, Milchwirtschaft).
Wannehain liegt etwas abseits der überregionalen Verkehrsströme, ist aber durch ein gut ausgebautes Straßennetz in alle Richtungen mit den umliegenden Städten und Gemeinden verbunden. Ein Straßen-Grenzübergang führt in das belgische Esplechin. Nördlich von Wannehain verläuft die TGV-Bahnlinie von Lille bzw. Paris nach Brüssel (mit Zusteigemöglichkeit im nahen Lille).

## Belege
1. ↑  De Nederlanden in Frankrijk, Jozef van Overstraeten, 1969
2. ↑  Geschichtsabriss Wannehain (Memento des Originals vom 8. Dezember 2013 im Internet Archive)  Info: Der Archivlink wurde automatisch eingesetzt und noch nicht geprüft. Bitte prüfe Original- und Archivlink gemäß Anleitung und entferne dann diesen Hinweis. (französisch, abgerufen am 16. November 2012)
3. ↑  Wannehain auf cassini.ehess
4. ↑  Wannehain auf INSEE
5. ↑  Patrimoine historique : la Grande Ferme auf wannehain.net (Memento des Originals vom 3. Januar 2012 im Internet Archive)  Info: Der Archivlink wurde automatisch eingesetzt und noch nicht geprüft. Bitte prüfe Original- und Archivlink gemäß Anleitung und entferne dann diesen Hinweis. (französisch, abgerufen am 15. November 2012)
6. ↑  Landwirtschaftsbetriebe auf annuaire-mairie.fr (französisch)